# 思考
思考（、英: thinking）は、考えや思いを巡らせる行動であり、結論を導き出すなど何かしら一定の状態に達しようとする過程において、筋道や方法など模索する精神の活動である。広義には人間が持つ知的作用を総称する言葉、狭義では概念・判断・推理を行うことを指す。知的直感を含める場合もあるが、感性や意欲とは区別される。哲学的には思惟（しい、しゆい）と同義だが、大森荘蔵は『知の構築とその呪縛』（p152）にて思考と思惟の差について言及し、思惟とは思考を含みつつ感情なども包括した心の働きと定義している。

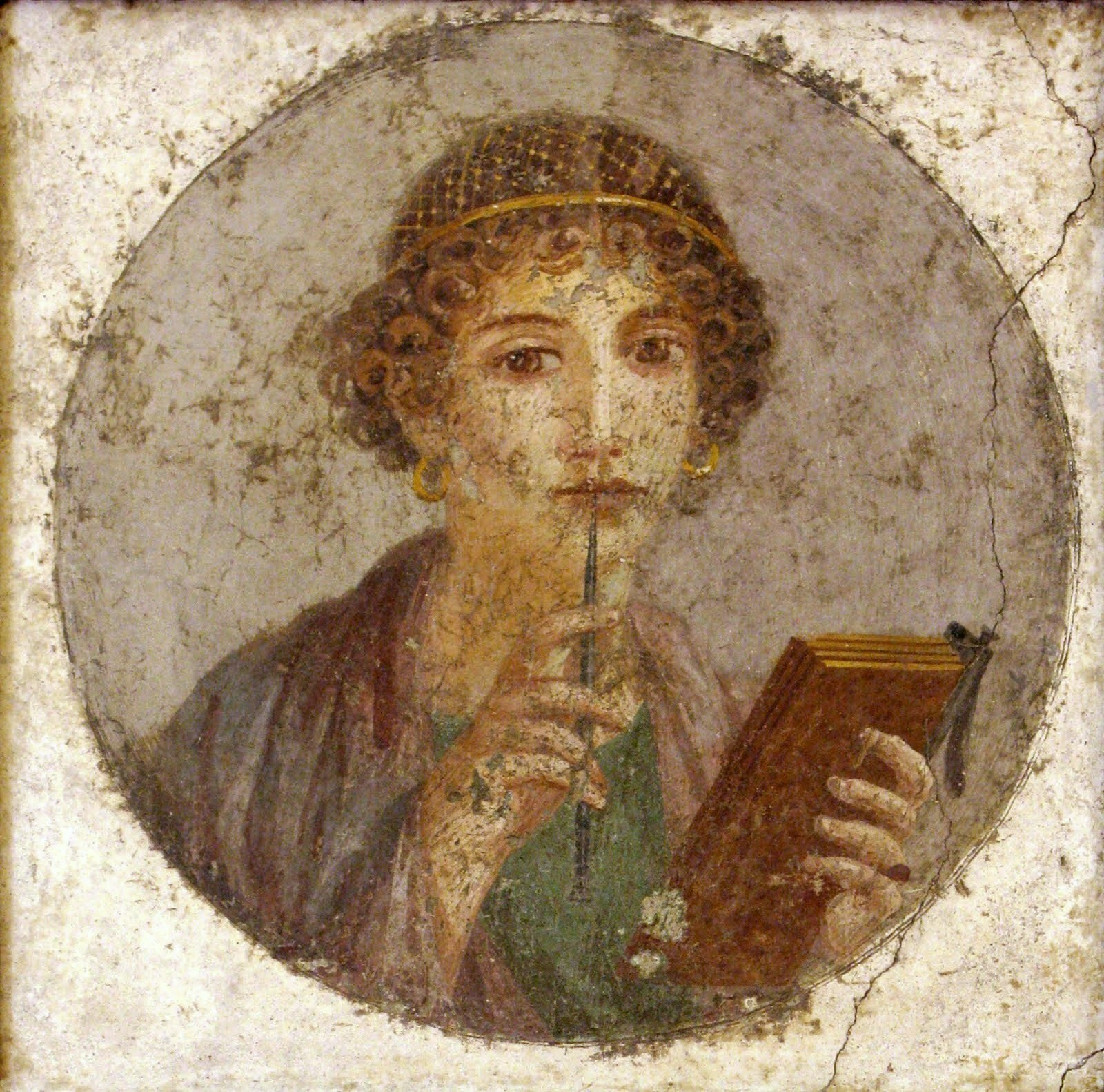
ポンペイの壁画、「紙とペンを持つ女」

「思考」を表現するイラストレーション

論理学分野で研究されてきた思考の定義は定まっておらず、多様な側面を持つ。心理学分野の研究では、思考とは何らかの思想や問題対処法を立ち上げる心の過程や操作を示し、その対象は問題解決、方略、推理、理解、表象（心像、観念、概念など）知識といった現象を取り扱う。
思考とは何かという疑問は、人類の歴史の中で繰り返し問いかけられてきた。ただし思考だけを独立させて取り扱うのではなく、知能や生命、さらに社会など総体的に人間が生きる側面のひとつとみなし、複雑系を構成する要素として組織的に扱う必要がある。イマヌエル・カントは、近代的な個人の思考とはひとりでは成り立たせることは不可能であり、必ず他者と共同され、公開し、主観を共有する状態からしか生まれないと述べた。そうでないものを「未成年状態」と定め、それを脱却するために啓蒙が必要と説いた。したがって、言論の自由とは意思を発表する権利という点に止まらず、思考の権利でもあると考えた。

## 思考の意味

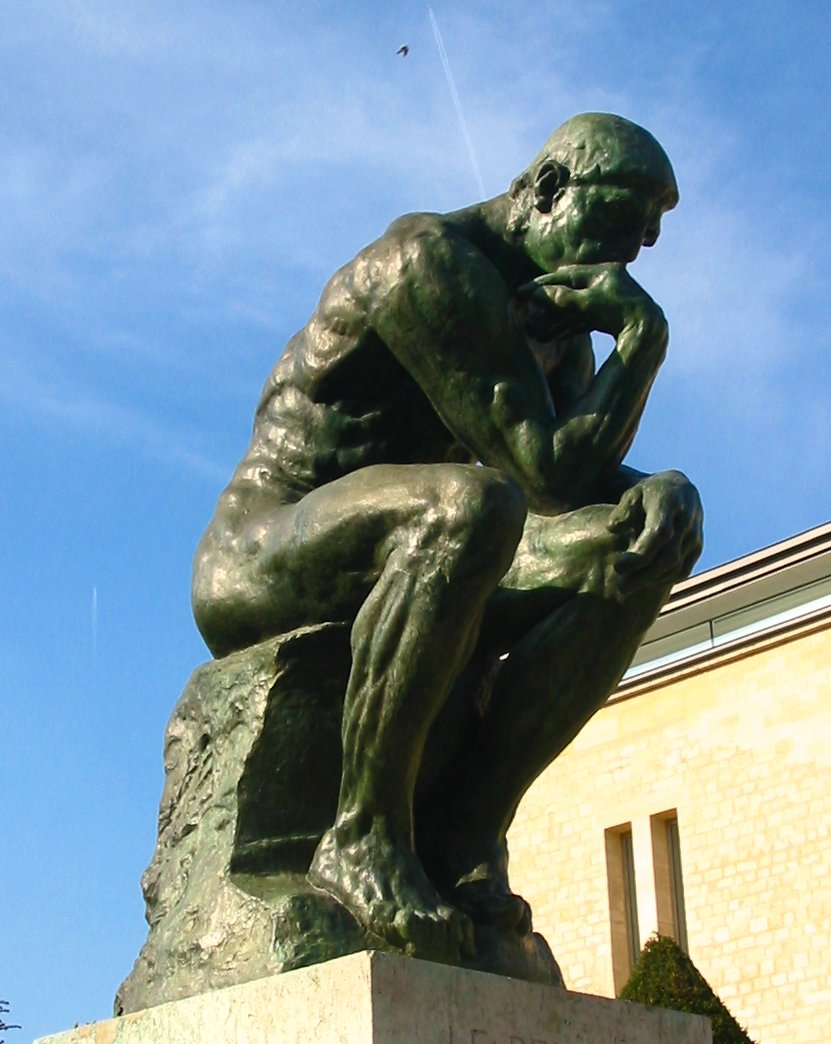
オーギュスト・ロダン『考える人』

### 広義と狭義
思考とは、何らかの事象や目標などの対象について考える働きまたは過程の事であり、対象となるものの意味を知る、または意味づけを行うことで働かせる理性的な脳や心の作用を言う。これには二つの意味がある。
広義には「心」が動くことそのものを言い、「内化された心像・概念・言語を操作すること」である。このような意味では、思考とは、心の中で自発的につくられた観念が、時間の経過とともにそれぞれが連鎖し変遷する「心的過程」のひとつと言うことが出来、人間は常に何かを思考している。逆に思考をしないためには心を空にする特別な修練を積む必要がある。
狭義には、何らかの目標達成や問題解決のために行う一連の情報処理を指し、思考する対象の意味を理解しながら進められる認知的な行動である。ここで思考が使う情報とは、記憶の中に分布するホログラムと言える。そして思考は、組織化された外部情報を成分要素とする内的なシミュレーションと定義される。これによって人間は様々な予測を得る。しかし、その予想精度には、精確で豊富かつそれらが有機的に繋がった情報（知識）を元に精確なモデルを構築し、それをさらに精確なシミュレーション（思考）に掛ける必要がある。

### 特徴
狭義の思考は情報処理のひとつである。ただしそれは断片的な情報を連想で引き出しつつ論理的に繋ぎ合わせながら言語やイメージを用いて行う内的なもので、思考自体は直面した問題に対応してどのような行動を取ることが適切かという回答を捻出する努力を払っているまでの状態と言え、その際に外部へ向けた行動は止まっている。しかし思考を孤立したものと捉えるのは間違いであり、問題に直面して行き詰まったような場合に行動へ修復をかけるための手段としても活用される。この意味では、思考は一連の行動におけるひとつの要素と言える。
ジル・ドゥルーズは、思考を「解釈でなく、実験」と言う。これは、解釈が対象を解釈者の範囲の中に入れ込んでしまう行動なのに対し、思考は限定される範囲が無い創造的活動だという主張である。
雑念や空想も思考の一形態である。ただし一般に言われる思考とは本人が意図して取り組む自主的なものという受け取られ方をしており、それに対して雑念は「浮かぶ」「湧く」などの自動詞で表現される通り、意図せず偶然に侵入してくる邪魔者のような観念で捉えられ、空想とは異なり好ましくは見られていない。雑念恐怖症のように神経症のひとつにも受け取られる。しかし、両者は明瞭に区別できるものではなく、瞬間的な何かの思いつきなどを継続して考えれば思考になり、継続させたくないという意思が働けば雑念になるとも言える。そしてこのような刻々の思いつきは人間にとって自然な事である。
ギルバート・ライルは、思考の本質として以下の特徴を挙げている。1) 必ず新奇な事象を含む。 2) 状況に敏感に反応し、修正や新しいルーチンを作り出す。 3) 目的のため多様なルーチンを用いる。 4) 試行錯誤と見直しを繰り返すため、必ずしも合理的、正当とは言いがたい。 5) 過去に学習で得たルーチンを一般化し別の状況に適合できる。 6) 階層的であり、背景に期待や疑いなどが介在する。ライルはまた、思考とは特定の技術や技能を行使するものという意見にも反対する。思考とは確立された技術などと異なり、必ずしも結論に至るものではない。思考の過程とは成功への道筋が存在しない中で、暫定的、実験的、懐疑的なさまざまな糸口らしきものを探し、失敗にも多く行き当たりながら思索を進めるものと論じた。
人間の思考とは、対称モードと非対称モードが混合する、いわゆる複論理的構造 (bi-logical structure) を持つという。非対称モード（非均質モード）とは純粋理論に相当する。それに対し対称モードとは本来対称と取らない二項（例えば「全体」と「部分」、「質」と「量」など）を対称的に捉え、それらを無意識に圧縮や置き換え、時間性の無視、相互矛盾の無視、外的と内的の取り替えなどを加える。

### 人間と動物の違い
昆虫や動物が高い選択性をもって行動している場合があり、それはまるで思考をめぐらせて得られた結論から起因したもののように見える事がある。しかし、実際にはそれぞれが生存や繁殖する上で必要な刺激情報を感覚的に取り入れて行う本能行動に過ぎず、たとえ学習を経て会得した高度な行動パターンでもこの域を出ない。
例えば、メスのダニは交尾を終えると木の枝で哺乳類が通り過ぎるのを待ち、その体へ移る。だが動物が通ることは非常に稀で、そのためダニは場合によっては数年間も待ち続け、数少ない機会を選択して飛び移る。この行動は一見外部情報をダニが選択し、思考を巡らせて飛ぶか否かを決めているように見える。しかしその実態は動物の体が放つ酪酸臭に反応するだけで、あらかじめ身体に仕込まれた反射行動でしかない。雛を守る親鶏の行動も思考し選択をしているように見えるが、これも雛の鳴き声という部分的な信号によって誘発される行動であり、見掛け思考をしているようであってもその実は限定された感覚的情報に突き動かされた本能的反応でしかない。
人類に近いチンパンジーについて、ドイツの心理学者ヴォルフガング・ケーラーは、手が届かないバナナを道具を使って取らせる実験（『類人猿の知恵試験』）を行い、思考についての考察を纏めた。それによると、棒とバナナが同じ視野に入らない場合、チンパンジーがバナナを獲得することは非常に困難になる。また、無用なものも含めた複数の道具がある状況では、成功するまで数々の道具を使った試行錯誤を繰り返す。これらは、バナナを見つけたチンパンジーは本能からそれを手に入れることへ行動エネルギーがベクトル化され、実は有用な道具類も同時に見えない限り意味を見出せず、視線を外したとたん切捨てられる傾向があるためである。また、複数の道具の有用性を事前には想像できず、試さなければ判らないという点も汲み取れる。
これら本能行動には無駄が存在する余地は無く、感覚器が収拾する情報は狭い選択範囲に限定されている。これに対し人間は、文明を築き上げ本能行動に依存しない生存環境を作り出したこと、そのために生きるための環境への適応能力を失ったがゆえに雑多な外的情報を無秩序に受け入れる余地を得た。さらにアルノルト・ゲーレンによれば、人間は生物としての衝動的なエネルギーが本能によって方向づけされていないために、関心とも言い換えられる衝動エネルギーが生存の維持とはさほど関係しない事象にまで向けられる特質を持つと言う。そして、この一見無駄とも思えるエネルギーが無秩序な世界を把握する方向に向けられた結果が、自然の制御など人類が生存できる環境の作り変えに発展した。
さらに人間は、一旦眼にしたものを言語化して記憶し、それを後に取り出して別な場面で関連付けることができる。それは経験に裏打ちされた過去の情報でも可能である。このような後天的な学習で得た情報を使ってなにかしらを判断することが思考であり、これは人間のみが獲得した特質と言える。

### 思考の生理的解釈
人間の高次神経系を3つに分けて説明したイワン・パブロフは、思考とは大脳皮質の言語神経系（第二信号系）が行う概念化の活動と考察した。ただしこの第二信号系活動は原始的・情動的活動を司る第一信号系と本能的な体系部分と切り離されている訳ではなく、密接に関連し合いながら相互に影響を与える。
心理学者・神経科学者のポール・マクリーン(en)は「内臓脳」/「辺縁系」と「三型階層性脳」説を唱えた。これによると、人間は進化の過程で言語野である大脳皮質を発達させた。そうして他者や集団とのコミュニケーションが行われ、抽象的概念を用いた思考を獲得し、動物的な情動を抑え、洞察するという手段を手に入れた。
脳における思考のメカニズムは、感情や記憶・学習などと同様にシナプスの働きを基盤としており、電気生理学や分子生物学手法にて研究が行われている。光トポグラフィーを用いた実験では、論理的な思考には脳の右半球下前頭回 (inferior frontal gyrus) 領域が活発な活動を起こすことが示された。
一方で、神経エネルギーの観点から思考を解説し、これらと身体行動との関連も説明されている。感覚によって喚起された感情や思考は、別の感情や思考を起こす引き金になり連続的に続く。これは神経エネルギーの流れが作用する現象である。一方で、この神経エネルギーは思考・感情だけでなく身体活動にも影響するため、これら3つの要素は関連性を持っている。例えば、身体を激しく動かすと思考や感情に注がれるエネルギーは相対的に低下し、逆に思考へ極端に集中すると活動や感情は抑えられる。

## 思考と情報

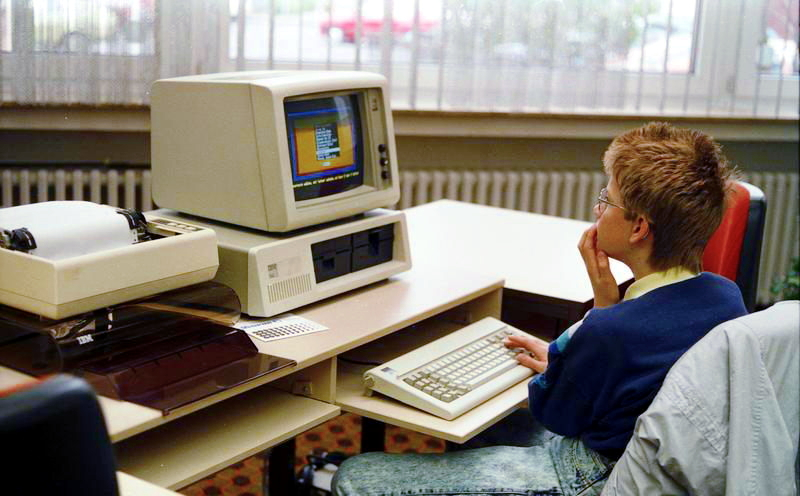
コンピュータなどの情報機器は、思考を手助けする有効なツールである。

思考とは、心に色々な事柄を思い浮かべる（心像：mental image）行動を通じて、それらの関係を構築する作業である。この心像には、五感で受け取った像（知覚心像）と、それらを脳内で再構成した像（記憶心像）があり、思考ではこの2種類の心像を複数照会し合いながら同定し、判断に至る作業を行う。
思考は人間が直面する問題を解決するために問題と状況を「理解」し「解」を導き出す心の働きである点から、対象について多角的なアプローチが行われつつ検討が繰り返されるため、漸進的でありかつ累積的に進むところを特徴とする。また、思考は心の働きではあるが閉じている訳ではなく、外部から得る情報を取り込みながら行われる。この情報とは、短期記憶や思考する際に五感から得られた外的情報でなければならない事は無く、過去に得た知識を用いた経験的な長期記憶や連想などだけでもよい。
コンピュータなど情報機器は、思考を支援することができる。思考する対象の情報を得て理解する段階にて、情報を得る早さや検索機能など適切な情報に行き当たる確率の向上、そして絶対的な情報量の多さや統計的な整理、図案化など理解しやすい表現などが可能となる。また、具体例を示したり、情報の属性に応じた検索などは洞察を深め発想に繋がる。記憶の蓄積や操作、整理統合にも役立ち、この点は思考過程を一部外化していることになる。これらの思考支援機能の各要素を同じ環境下に備える「統合的思考支援環境」の開発は、情報処理機器の研究開発が目指すひとつの目標となっている。

## 思考の過程
思考とは、何らかの事象へ反射的に行われるものではなく、複雑な内的過程を経て結論へ導かれる考えである。この過程を段階的に捉える試みは数多くあり、多様な説明がなされている。
次の例では、思考過程を5つの過程で説明する。1) 分析では、単位情報をそれが持つ要素や性質まで分解すること 2)総合では、分解した要素や性質に着目し情報を結合させること 3)比較では、分解した要素や性質を比較して情報間の相違や類似部分を洗い出すこと 4)抽象では、情報の本質は何かを見出すこと 5)概括では、見出した情報の本質をまとめ上げることである。
思考には不可欠である言葉（ロゴス）と関連させ、思考‐言語を相関させた3段階で成された説明もあり、これは思考の「概念」「判断」「推理」を言語の「名辞」「命題」「推論」の作用と対応させている。思考は先ず、「概念 (concept)」の形成から始まる。これは複数の対象に共通する特徴を把握し、それらを包括的・概括的に認識することにあり、対象群を抽象化する過程、本質的な特徴を見極めることでもある。この把握された特徴は言葉によって表され（「名辞」）、概念として認識されることになる。このような特徴は、名辞された言葉が持つ意味内容と紐付けされた内包 (intension) 要素と、言葉が適用される対象の範囲を示す外延 (extension) 要素の2つで構成される。概念が構成されると、次にそれらを組み合わせて大きな単位を作る段階である「判断 (judgment)」 ‐言語単位では「命題 (proposition)」 ‐に入る。これは対象である存在 (being) とその性質や特徴を示す属性 (attribute) または複数の対象間にある関係 (relation) について、主語‐客語‐連辞という文章形式で組み立てられる。判断が構成されると、次にこれを前提に置いて結論が導き出される。この過程は「推理 (inference) 」‐言語単位では「推論」‐と呼ばれ、ひとつ以上の真実と思われる判断を元に、別の判断を真実とみなす思考の作用である。この推理を進める方法には、経験を排除し論理に基づいて結論を導く演繹的推理と、個別事情を勘案しそこから一般的な結論を見出す帰納的推理がある。推論の種類には、ひとつの判断から直接的に別の判断の真偽を判定する直接推論と、いわゆる三段論法のように2つの判断から結論を導く間接推論がある。
数学における反省的思考という範疇では、ジョン・デューイは思考とは5つの段階を踏むと提唱した。1) 暗示、2) 知性的整理、3) 仮説（指導的観念）、4) 推理作用、5) 仮説の検証 をそれぞれ踏む事で問題解決を成すという。これは、対象が記号化・言語化され、感覚的に捉えたそれら情報を意識的か否かに関わらず論理的に斟酌する行動を指す。

## 言語と思考
思考とは言葉の操作であり、これを指してプラトンは「思考」を自分自身との内的な「対話」と呼んだ。同様に藤沢令夫は、思考とは言葉（ロゴス）を発する本人が同時に発する言葉を聞く行為が必ず付随するため、結果的に自己内で対話（ディアロゴス）をしている状態になり、これが思考の本質でありそのダイナミズムを適切に表現していると論じた。ただし、現象学を研究するエトムント・フッサールは、この対話とは通常のコミュニケーションと比較すると「告知作用」に欠け、「意味作用」のみの働きと分析している。
思考と言語が密接に関係するということは、言葉が曖昧なものだと、それが言語を超越した直感でも無い限り思考の内容である語義と意図が曖昧であることを意味する。また、サピア＝ウォーフの仮説では、思考は言語構造に規定されるということ（言語相対性仮説）が提案されている。これは、何らかの対象について思考する際、それぞれの人間が使う言語が持つ個別概念が影響を及ぼすというものである。例えば本来区切りが無い虹について、ある言語で「虹は六色」、他では「七色」と分類されていると、それを使う人間の思考では虹はそれぞれの数の色分けをして然るべきという認識が課せられる。
思考と言葉の関係そのものについても、それぞれの言語種類で捉え方に違いがある。日本語では両者は分けられる傾向にあり、「声に出して思考する」という表現は馴染まない。しかしドイツ語の分離動詞「nachdenken」には「熟考する」という意味の他に、副詞と結びついて「laut nachdenken」では「熟考した結果を公にする」という意味を持つ。日本語の思考では頭（または心）の中だけの行動と取られがちだがドイツ語では思考と言葉を同じものとみなす傾向があり、細分すると思考は表現する前の言葉であり、言葉は表現した思考となって、両者は本質的に同じものと捉えられている。
思考は人間の知能を知る上で重要な要素である。しかし、知能の解明は未だ不充分であり、その背景には本来密接に関連する思考と言語がばらばらに研究されてきた事がある。
このような思考と言語の関係について、ギルバート・ライルは異なる観点を提示している。多くある思考は自分自身への語りかけであり言語またはシンボルの形態を取るという意見に反論し、ライルは思考過程において言語が使われてもそれは思考が目標に向かう過程で経由した単なる段階でしかなく、誰かに聞かせる意図を持つものではないと論じ、思考は言語に限らない多くの伝達手段を自己に対して実験的に投げかけているものだと主張した。思考は言語を基礎に行われるが、それだけではなくイメージなども関与する。また、感情や動機づけなども影響を与える複合的な過程である。

## 思考の種類
思考を説明するに当たり、論理的思考など「…的思考」という表現などが使われる事が多い。以下ではいくつかの例を示す。
「論理的思考」の定義は様々である。これについて井上尚美は、3つの定義を提唱した。狭義では推論が形式論理学の規則に従っている事を挙げ、次に論証の形式である前提‐結論や主張‐理由という骨格がある事、広義には直感やイメージからの思考ではなく概念的思考である事としている。この論理的思考は、直感的発想にある正確性や明示性に欠ける点を補い、妥当なものかどうかを確認・察知する有効な手段であり、前提を漏れなく明示しつつ真偽を検証し、さらに推論のプロセスを明瞭にして検証可能な状態にすることができる。しかし、論理的思考で得られた結論が必ず正しいとは言い切れず、また絶対に結論を得られるものではない点にも留意する必要がある。
アメリカ合衆国の高等教育において重要な目標とされる「批判的思考」の定義は明瞭ではなく、研究者の間でも把握概念に違いが見られる。ひとつの有力な説明では「信じるもの、取るべき行動の判断を下に当たって行う反省的思考」と言い、具体的な説明では「根拠に基づく評価と判断を行う能力と意思」と言う。
「白黒はっきりつける」「ものの善悪」など、二律背反で事象を思考する傾向を「二分法的思考」と言う。これは情報の理解や思考の結果である判断を素早く下せる利点があるが、一方でパーソナリティ障害や完全主義および人間関係の悪化に繋がる場合もある。二分法的思考は、物事を明確にしたいという「二分法の選好」、物事は2つのグループに分けられるという「二分法的信念」、そして自分にとって利益があるものか否かという「損得勘定」の3つの因子が影響している。
心理学者のアーヴィング・ジャニスが提唱した「集団思考」（Groupthink、集団的浅慮）は、集団で思考して得た結論が、時に個人の思考で導いた結論よりも不合理であったり間違っていたりすることを指す。このようなことが起こる要因は、集団に結束力があること (cohesive) と、集団が一致を求める傾向にあること (concurrence-seeking tendency) がある。これを社会心理学的実験で検証したR.S.バロンは、各人が個別に否定的な情報を持っているような場合に、集団の一致性を志向する傾向が高まり、異論が封殺されるという結果を得た。逆に、コンピュータを介して匿名のまま議論をする場合には集団思考の傾向は現れにくくなるという結果もあった。